# 蕭晅
蕭晅，字仰善，江西泰和縣人，明朝禮部尚書、進士出身。

## 生平
宣德二年，登進士，授南京吏部文選主事。任期滿後，升刑部郎中。后因舉薦任雲南按察副使，不久升雲南右布政使。丁憂服闋后，轉為湖廣左布政使。天順年間，入覲，拜為禮部尚書。其為人重厚廉靜，在地方上有聲譽，但不善於奏對。之後調任南京禮部尚書。天順五年五月去世。

## 家庭
父亲萧用道。